# Paralimnophila (Paralimnophila) boobootella
Paralimnophila (Paralimnophila) boobootella is een tweevleugelige uit de familie steltmuggen (Limoniidae). De soort komt voor in het Australaziatisch gebied.